# Douvrain
Douvrain is een dorp in de Henegouwse gemeente Saint-Ghislain, behorende tot de deelgemeente Baudour.
In Douvrain vindt men de Sint-Eligiuskerk (Église Saint-Eloi) van 1872-1873. Ook vindt men er de Temple de Baudour, een protestants kerkgebouw van 1872.

## Natuur en landschap
Douvrain ligt aan het Kanaal Nimy-Blaton-Péronnes. Het Marais de Douvrain is een belangrijk natuurgebied. De hoogte aan de kerk bedraagt 31 meter.

## Nabijgelegen kernen
Baudour, Tertre, Quaregnon-Rivage, Ghlin